# Engelhardia spicata
Engelhardia spicata är en valnötsväxtart som beskrevs av Jean Baptiste Leschenault de la Tour och Carl Ludwig von Blume. Engelhardia spicata ingår i släktet Engelhardia och familjen valnötsväxter.

## Underarter
Arten delas in i följande underarter:
- E. s. aceriflora
- E. s. colebrookeana
- E. s. integra

## Bildgalleri

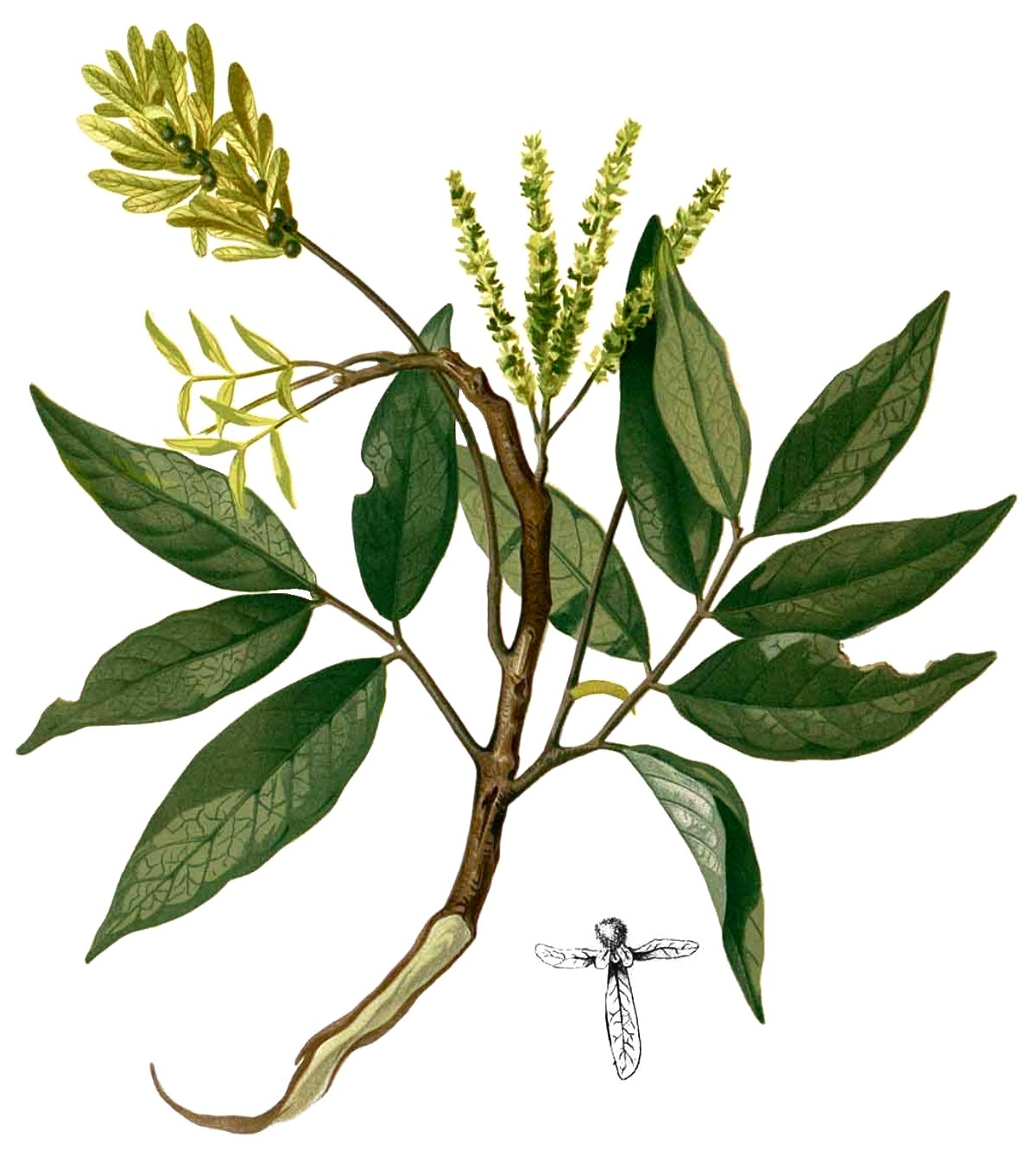
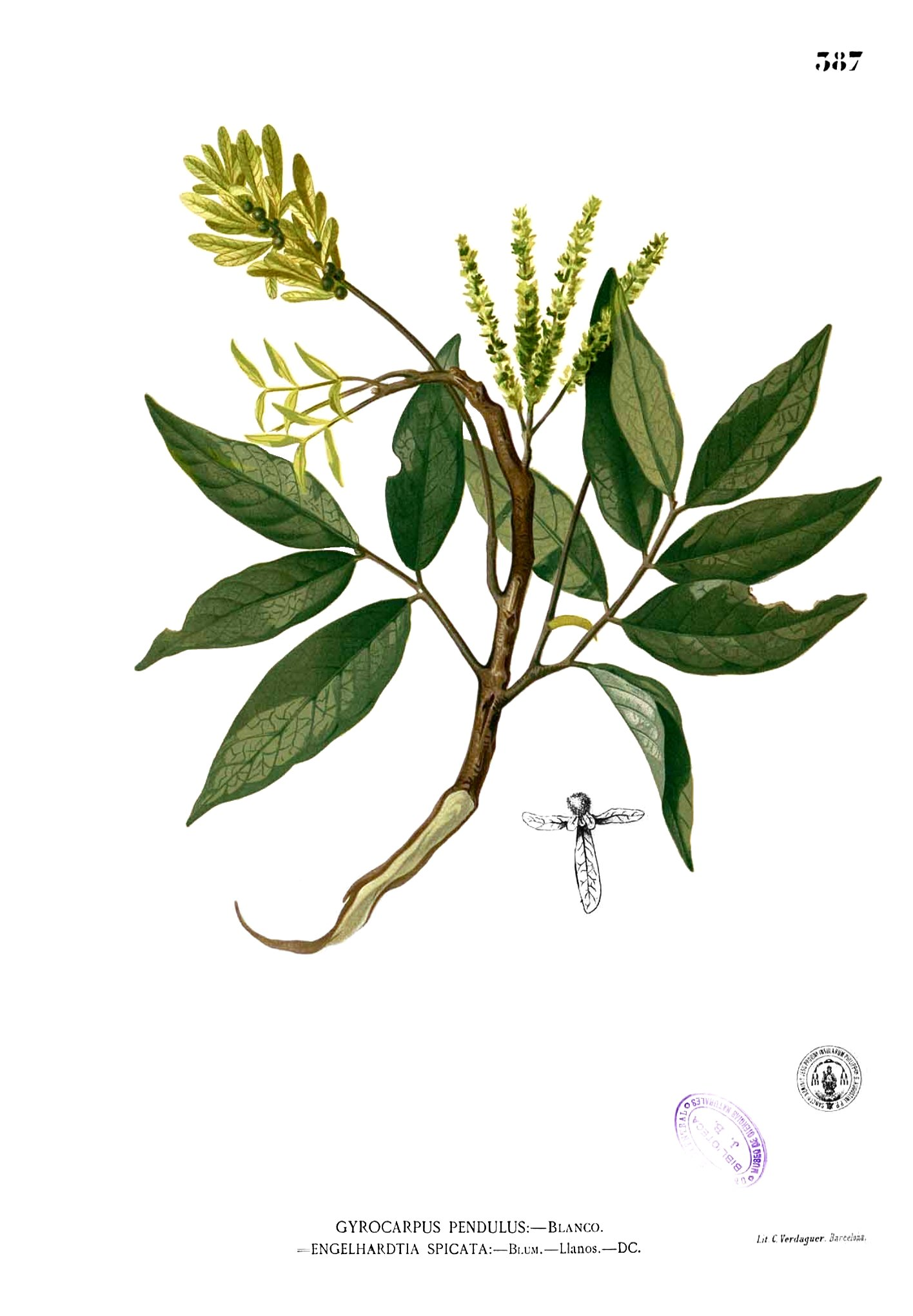